# Waldershof

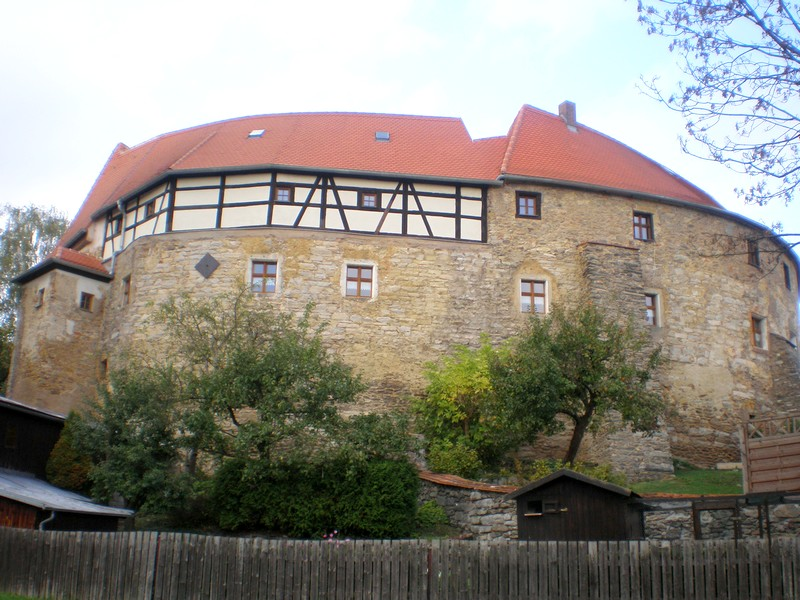
Zámek Waldershof.

Waldershof je německé město v bavorském zemském okrese Tirschenreuth. V roce 2023 zde žilo 4233 obyvatel.

## Historie
Poprvé je Waldershof zmiňován jako Waltershove v roce 1263. V roce 1463 byly obci zapůjčena tržní práva. Zámek i městys zůstali až do sekularizace v roce 1802 majetkem waldsassenského kláštera, a později, v roce 1806 byly připojeny k Bavorskému království. V roce 1907 byla založena porcelánka Haviland, která silně ovlivnila průmyslovou budoucnost obce. V roce 1963 byl Waldershof povýšen na město.
V současné době je Waldershof šestým největším městem v okrese Tirschenreuth. Postupem času, kdy se města Waldershof a Marktredwitz rozrůstala a jejich hranice se k sobě přibližovali, vytvořili aglomeraci s přibližně 23 000 obyvateli. V současné době je prostor Wunsiedel – Marktredwitz – Waldershof největší přesregionální aglomerací, která je považována za centrum oblasti.

## Památky
- katolický farní kostel sv. Sebastiána
- kaple Jana Nepomuckého
- zámek Waldershof
- restaurované ruiny hradu Weißenstein

## Doprava

### Silnice
Městem prochází silnice z Markredwitz. V blízkosti se nachází dálnice A93, ze které je možné dostat se do Waldershofu výjezdem Pechbrunn.

### Železnice
Waldershof má vlastní železniční zastávku na trati Cheb-Norimberk. Velmi blízké nádraží v sousedním Marktredwitz je významným železničním uzlem celé oblasti.

## Místní části
Waldershof má 27 místních částí:
Bärnest,
Buchlohhäuser,
Gefällmühle,
Hard,
Harlachberg,
Harlachhammer,
Harlachhof,
Harlachmühle,
Helmbrechts,
Hohenhard,
Kaltenlohe,
Kössain,
Lengenfeld,
Masch,
Neumühle,
Paulusmühle,
Poppenreuth,
Rodenzenreuth,
Rosenhammer,
Schafbruck,
Schurbach,
Silbermühle,
Stemetsbach,
Stieglmühle,
Walbenreuth,
Waldershof,
Wolfersreuth.